# 앤드루 마벌

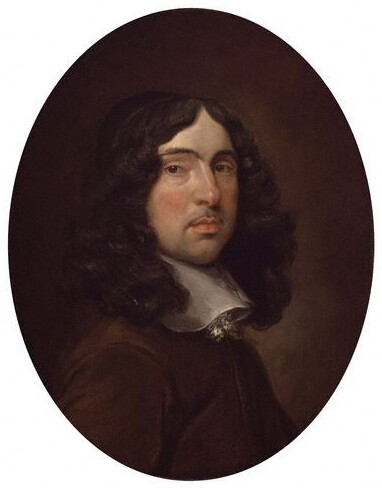
앤드루 마벌

앤드루 마벌(Andrew Marvell, 1621년 3월 31일 ~ 1678년 8월 16일)은 잉글랜드의 시인이다.